# La missió
|  | Per a altres significats, vegeu «Missió». |

La missió (títol original en anglès The Mission) és una pel·lícula britànica dirigida per Roland Joffé, estrenada el 1986 i doblada al català. Va rebre la Palma d'or al Festival Internacional de Cinema de Cannes.

## Argument
El cardenal Altamirano, visitador apostòlic de les missions jesuïtes a Amèrica del Sud, escriu la seva relació al papa. Al fil del que escriu, reviu allò de què s'ha assabentat en els últims mesos. Un jesuïta espanyol s'arrisca al bosc tropical sud-americà al Segle XVIII per tal de convertir els amerindis: un treball difícil però aconseguit gràcies a la música. Se li uneix un antic caçador d'esclaus penedit i que busca la redempció. El capellà fa visitar diverses missions al cardenal Altamirano que s'impressiona per la qualitat de desenvolupament i de vida que hi descobreix. Al final del seu sojorn Altamirano revela la decisió, que havia estat presa fins i tot abans de la seva arribada a Amèrica del Sud: els jesuïtes han de deixar les reduccions. El sacerdot i el germà Rodrigo es neguen a abandonar els guaranís. De manera diferent organitzen la resistència a l'assalt de l'exèrcit portuguès vingut per aplicar els acords, signats a Europa, de repartiment de les terres entre Espanya i Portugal. La missió és destruïda: els guaranís tornen al bosc.
El Cardenal conclou el seu relat: "I doncs la Seva santedat... els seus sacerdots han mort... i jo... viu. Però en veritat, sóc jo qui he mort... mentre que ells són vius. Ja que sempre és així, la Seva santedat. L'esperit de les morts sobreviu... en la memòria dels éssers vius".
Aquesta pel·lícula relata en dues hores els 150 anys d'història de les reduccions guaranís, una mena de repúbliques autònomes creades pels jesuïtes i aprovades pel poder colonial espanyol, en els confins del Paraguai, l'Argentina i el Brasil. Fa igualment al·lusió a la Guerra dels Guaranís de 1754-1756.

## Repartiment
- Robert De Niro: Rodrigo Mendoza
- Jeremy Irons: germà Gabriel
- Ray McAnally: Altamirano ("Sa eminència")
- Aidan Quinn: Felipe Mendoza
- Cherie Lunghi: Carlotta
- Ronald Pickup: Hontar
- Chuck Low: Cabeza
- Liam Neeson: Fielding
- Bercelio Moya: noi indi
- Sigifredo Ismare: Doctor
- Asuncion Ontiveros: cap indi
- Alejandrino Moya: segon cap indi
- Daniel Berrigan: Sebastian
- Rolf Gray: jove jesuïta
- Álvaro Guerrero: Jesuïta

## Premis i nominacions
D'entre tots els premis i nominacions que va rebre la pel·lícula, els principals són:

### Premis
- Oscar a la millor fotografia
- Palma d'Or al Festival Internacional de Cinema de Cannes
- BAFTA al millor actor secundari
- BAFTA al millor muntatge
- BAFTA a la millor música

### Nominacions
- American Cinema Editors, USA, 1987 (Jim Clark)
- American Society of Cinematographers, USA, 1987 Chris Menges
- British Society of Cinematographers 1986
- BAFTA a la millor pel·lícula
- BAFTA a la millor direcció
- BAFTA a la millor fotografia
- BAFTA al millor guió original
- BAFTA al millor vestuari
- BAFTA al millor disseny de producció
- BAFTA al millor so
- BAFTA als millors efectes visuals
- César, 1987 al millor film estranger
- Oscar a la millor pel·lícula
- Oscar a la millor direcció artística
- Oscar al millor director
- Oscar al millor vestuari
- Oscar al millor muntatge
- Oscar a la millor banda sonora

## Banda sonora
Mundialment cèlebre, la música d'Ennio Morricone (sobretot "Gabriel's Oboe") és encara habitualment readaptada i/o tocada per artistes i conjunts d'envergadura. La banda sonora la va compondre Morricone, i l'interpreta el grup Incantation i l'Orquestra Filharmònica de Londres.
Temes:
1. "On Earth As It Is In Heaven" – 3:50
2. "Falls" – 1:55
3. "Gabriel's Oboe" – 2:14
4. "Ave Maria Guarani" – 2:51
5. "Brothers" – 1:32
6. "Carlotta" – 1:21
7. "Vita Nostra" – 1:54
8. "Climb" – 1:37
9. "Remorse" – 2:46
10. "Penance" – 4:03
11. "The Mission" – 2:49
12. "River" – 1:59
13. "Gabriel's Oboe" – 2:40
14. "Te Deum Guarani" – 0:48
15. "Refusal" – 3:30
16. "Asuncion" – 1:27
17. "Alone" – 4:25
18. "Guarani" – 3:56
19. "The Sword" – 2:00
20. "Miserere" – 1:00

## Comentaris
Després d'una perillosa escalada sobre les roques vorejant les magnífiques Cascades de l'Iguaçú, el pare jesuïta Gabriel penetra en un territori on altres missioners abans havien trobat la mort, de la mà dels indis guaranins. Reprèn una missió (Gabriel porta al seu coll la creu del missioner assassinat) extremadament perillosa. La seva única arma és l'oboè que toca per engalipar els guaranís. Gràcies a la música és acceptat. Una missió reneix.
Rodrigo Mendoza, un esclavista, s'apodera en ple bosc d'alguns indígenes. El pare Gabriel és testimoni de l'escena. Tornant a Asunción, Rodrigo sorprenen el seu germà amb la dona que estima. Boig de ràbia, i humiliat en el seu honor, el mata. Aquesta bogeria mortífera el submergeix a la depressió i una gran culpabilitat. El pare Gabriel el salva de la desesperació i li ensenya la salvació: en la penitència obtindrà el perdó de Déu. Mendoza accepta seguir-lo amb els guaranís. Aquests són, simbòlicament, l'expressió del perdó de Déu, quan tallen la corda amb la que Rodrigo portava darrere d'ell el seu equip d'home d'armes. Un llarg camí de redempció, al servei dels guaranís, comença.
En aquests temps, els conquistadors espanyols i portuguesos es reparteixen la gestió d'aquestes terres i els seus habitants, per tal d'esclavitzar-los. La Santa Seu arbitra aquests conflictes sense tanmateix posar-hi gran interès. Els jesuïtes, gaudint d'una gran autonomia, són els únics que defensen, en reconeixen els valors i volen cristianitzar els guaranís.
Amb altres jesuïtes, Gabriel i Rodrigo, encara que de naturalesa molt diferent, administren conjuntament i cooperen activament per a un desenvolupament integrat, espiritual i material, de les reduccions guaranines. Les regles pures de l'evangelització i el domini d'un saber guanyat en la rudesa. Quan els és donada l'ordre d'abandonar els guaranís a la seva sort (el territori ha de passar sota control portuguès) tots dos es neguen per identificació completa amb el poble que han après a estimar. Però llavors, enfronten de manera diferent la catàstrofe que s'anuncia. Gabriel està a punt per sofrir i morir amb els guaranís assetjats pels portuguesos. Rodrigo troba el seu ofici d'armes i organitza la defensa de la missió contra l'exèrcit portuguès. Tots dos hi troben la mort: la Reducció és destruïda i els guaranís tornen al bosc.
La fe de Mendoza fa d'ell un home nou. Descobreix que el seu rang privilegiat en la societat, des del seu naixement, no ha de ser una selecció natural degradant per tot el que és inferior. En grup, aprèn a raonar diferentment: un principi primari de base (la caça) es transforma en un deure natural (la protecció).
La pel·lícula s'acaba amb la destrucció d'una experiència sociopolítica i religiosa plena de promeses. Les reduccions són suprimides per força. Els guaranis són víctimes de decisions polítiques preses a Europa: eren els primers afectats però no van tenir veu al capítol.

## Al voltant de la pel·lícula
- El pressupost de la pel·lícula és estimat en 24,5 milions de dòlars.
- La majoria dels membres de l'equip s'han posat malalts de disenteria durant el rodatge. Robert De Niro és un dels pocs que no la va agafar.
- La pel·lícula va ser rodada en gran part al Parque Nacional Iguazú, a l'Argentina.[6]

Localitzacions:
- Cartagena (Bolívar) i Don Dieguito (Magdalena), a Colòmbia
- Fort Amherst, Chatham (Kent), a Anglaterra
- Parque Nacional Iguazú, a l'Argentina
- Parque Nacional do Iguaçú, a Paranà (Brasil)
- Cascades de l'Iguaçú (Misiones), a l'Argentina i a Paranà (Brasil)
- Riu Iguaçú, a Paranà (Brasil), Paraguai i Argentina.